# Rößler-Museum
Das Rößler-Museum in Untermünkheim ist ein Möbel-Museum. Es zeigt vorwiegend klassische ländliche Aussteuermöbel wie Schränke, Truhen und Himmelbetten.

## Ausstellung
In historischen Gebäuden im Ortskern von Untermünkheim werden auf 500 m² bemalte Bauernmöbel aus dem Umfeld von Schwäbisch Hall und Hohenlohe gezeigt.
Die Schreinerfamilie von Johann Heinrich Rößler hatte im 18. Jahrhundert begonnen, Bauernmöbel herzustellen. Die Möbel wurden häufig verkauft und Lehrlinge aus dem Betrieb gründeten zum Teil eigene Werkstätten, die ähnliche Stücke herstellten. Ab der Generation von Johann Michael Rößler wurden die Werke daher auch signiert. Neben den Möbeln der Familie Rößler werden auch Nachahmungen und Werke der Familie Glessing gezeigt.
Der Kultur- und Förderverein im Rößler-Museum kümmert sich um die Ausstellung und Ehrenamtliche betreuen das Museum zu den Öffnungszeiten.